# Josef Hrachowetz
Josef Hrachowetz, též Hrachovec (27. března 1847 Nový Jičín – 14. prosince 1919 Místek), byl rakouský politik německé národnosti z Moravy; poslanec Moravského zemského sněmu a starosta Místku.

## Biografie
Byl majitelem domu v Místku. Jeho otcem byl Martin Hrachowetz, perníkář v Novém Jičíně. Od roku 1879 do roku 1886 byl Josef předsedou místeckého německého pěveckého a hudebního spolku. Od roku 1880 byl předsedou výboru městské spořitelny. Z funkce odešel pro nemoc až po vzniku Československa. Od roku 1879 zastával funkci starosty Místku. Do funkce byl opětovně zvolen roku 1882. Na starostenský úřad rezignoval roku 1892. Ve funkci ho na několik měsíců provizorně nahradil Ludwig Czajanek, který se pak v lednu 1893 stal i řádně zvoleným starostou města. Jako starosta se Hrachowetz zasloužil o nápravu následků požáru města v roce 1887. Jako výraz díků se pak každoročně konala z kostela svatého Jana a Pavla tzv. Hrachovcova procesí. V roce 1902 získal čestné občanství Místku.
V 80. letech se zapojil i do vysoké politiky. V zemských volbách roku 1884 byl zvolen na Moravský zemský sněm, za kurii městskou, obvod Moravská Ostrava, Místek, Brušperk. V roce 1884 se uvádí jako kandidát tzv. Ústavní strany, liberálně a centralisticky orientované. Jako zemský poslanec prosadil regulaci Ostravice ze zemského rozpočtu.
Zemřel v prosinci 1919 ve věku 72 let. Příčinou úmrtí byla ateroskleróza.